# 沈石友宅
沈石友宅位于中国江苏省常熟市城区翁府前38号，原为清康熙年间刑部尚书翁叔元故宅，后为藏砚家沈汝瑾（沈石友，1858—1918）所有。原有四进，第二进在文化大革命中拆除改建，现存一进门厅、三进大厅、四进偏房，第四进左侧为“笛在月明楼”。1982年11月17日，沈石友宅公布为常熟市文物保护单位。